# Grevenknapp
Grevenknapp (luxemburgisch Gréiweknappⓘ) ist ein Dorf im Westen Luxemburgs mit 249 Einwohnern (Stand: 5. Januar 2021). Es gehört zur Gemeinde Helperknapp (bis 2017 Böwingen/Attert), nordwestlich von Mersch, im Gutland. Grevenknapp liegt auf einer Höhe von ungefähr 317 Meter über NN.